# Diaprepes spengleri
Diaprepes spengleri är en skalbaggsart som först beskrevs av Carl von Linné 1764.  Diaprepes spengleri ingår i släktet Diaprepes, och familjen vivlar. Arten förekommer tillfälligt i Sverige, men reproducerar sig inte.